# Elena Valenciano
María Elena Valenciano Martínez-Orozco, meglio nota come Elena Valenciano (Madrid, 18 settembre 1960), è una politica spagnola, dal 1999 al 2008 e poi dal 2014 al 2019 europarlamentare per il Partito Socialista Operaio Spagnolo (PSOE), parte del Partito del Socialismo Europeo (PSE). Dal 2008 al 2014 è stata eletta nel Parlamento spagnolo, per rappresentare Madrid. Dal 2012 al 2014 è stata anche vicesegretario generale del PSOE È membro della Fundacion IDEAS, think tank del partito socialista.

## Biografia
Elena Valenciano è la figlia del medico Luis Valenciano Clavel, sottosegretario alla Salute dell'UCD. Ha studiato al Liceo Francese di Madrid. Ha poi frequentato all'università Giurisprudenza e Scienze Politiche, senza però arrivare alla laurea.

## Carriera politica
Nel 1977, all'età di diciassette anni, aderì alla Gioventù Socialista di Spagna e un anno dopo al Partito Socialista Operaio Spagnolo.  Sempre nel 1997 ha fatto parte del piccolo gruppo di volontari che hanno accompagnato Josep Borrell nella sua vittoriosa campagna alle primarie del PSOE per la candidatura alle elezioni generali.
È stata membro del Comitato Federale del PSOE tra il 2000 e il 2004 e ha fatto parte della Commissione di Gestione del PSOE guidata da Manuel Chaves dopo le dimissioni di Joaquín Almunia. Nell'Esecutivo Federale del PSOE è stata Segretaria delle Relazioni Internazionali dal 2007 al 2012, e dal Congresso di Siviglia ha ricoperto dal 2012 al 2014 il ruolo Vicesegretaria Generale del partito; numero 2 dell'esecutivo presieduto da Alfredo Pérez Rubalcaba.
Nelle elezioni generali spagnole del 2011, ha coordinato la campagna del candidato del PSOE, Alfredo Pérez Rubalcaba, oltre ad essere il numero due nelle liste di Madrid. Nel settembre 2012 è stata eletta vicepresidente del Partito socialista europeo al IX Congresso. Nel febbraio 2013 è stata eletta presidente del Comitato per il Mediterraneo dell'Internazionale Socialista.

### Parlamento europeo (1999-2008)
Nel 1999 ottiene un seggio da eurodeputato nel Gruppo parlamentare Socialista Europeo nella V- XV e VI- XVI legislatura. Era il suo primo incarico di responsabilità pubblica in politica. Nei 9 anni di attività (1999-2008), ha fatto parte di diverse commissioni e ha lavorato attivamente a numerose relazioni e iniziative parlamentari. In qualità di portavoce della sottocommissione per i diritti umani, ha preparato il rapporto "Dialoghi e consultazioni dell'UE sui diritti umani con i paesi terzi".  Come membro titolare della Commissione Affari Esteri e della Commissione Sviluppo e Cooperazione, ha fatto parte della Commissione sul Presunto Utilizzo di Paesi Europei da parte della CIA per il trasporto illegale e la detenzione di prigionieri.
Ha partecipato alla Commissione del PE sui voli della CIA denunciando e chiedendo un'indagine sulla detenzione e il trasporto illegali di prigionieri. Ha mantenuto un'attiva opposizione all'invasione dell'Iraq e ha denunciato più volte le violazioni dei diritti umani nel carcere di Guantánamo.
Nel luglio 2014 è tornata al Parlamento Europeo assumendo la presidenza della Sottocommissione per i Diritti Umani (luglio 2014-gennaio 2017). «Non c'è lotta contro l'immigrazione, l'immigrazione è regolata, gestita, ordinata e combattuta contro l'ingiustizia e per la dignità della persona umana" ha affermato in un dibattito sull'immigrazione il 5 ottobre 2017. Ha inoltre assunto la vicepresidenza della Commissione speciale sul terrorismo (2017-2018) oltre ad essere membro della Commissione Affari esteri. Nel 2015 ha guidato la missione di osservazione dell'Unione Europea ad Haiti per le elezioni legislative.

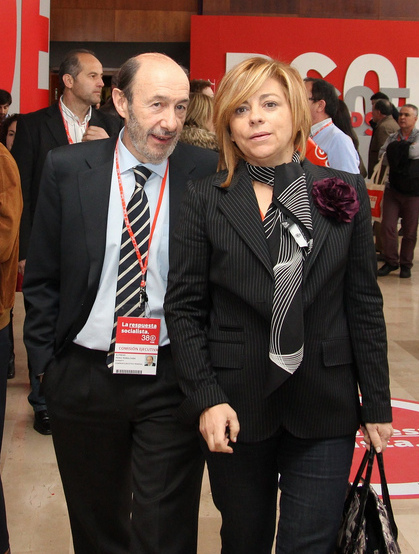
Elena Valenciano e Alfredo Pérez Rubalcaba al 38º Congresso del PSOE

Durante quel periodo ha presieduto la delegazione socialista spagnola al Parlamento europeo e dal 2014 al 2019 è stata vicepresidente del gruppo dei socialdemocratici al Parlamento europeo. Nel febbraio 2018 ha presieduto il gruppo dei socialdemocratici al Parlamento europeo ma non ha ricevuto l'appoggio del leader socialista Pedro Sánchez nonostante avesse ricevuto numerosi segnali di sostegno, Ha così escluso di presentare la sua candidatura. È stata il presidente della delegazione socialista, Iratxe García, a informarla che non avrebbe ottenuto l'appoggio del partito. 

#### Diritti delle donne e delle ragazze
In qualità di membro della Delegazione parlamentare dell'Africa, dei Caraibi e del Pacifico (ACP), è stata autrice del rapporto "Progress in Girls' Primary Education in These Regions of the World" e ha lavorato, nella Commissione per i diritti della donna e l'uguaglianza di genere, alla lotta contro la violenza sulle donne con il suo lavoro del 2001 sulle mutilazioni genitali femminili. In un altro rapporto sulla situazione delle donne dei gruppi minoritari nell'Unione Europea (2004) si è occupata in particolare delle donne con disabilità, delle donne migranti e delle donne rom. Ha trattato anche della tratta delle donne, dei diritti sessuali e riproduttivi, della lotta alla povertà e della prospettiva di genere nella cooperazione europea allo sviluppo.
È stata portavoce della sottocommissione per i diritti umani e ha preparato numerosi rapporti sulla discriminazione contro le donne nel mondo.

### Deputata al Congresso
Dopo le elezioni generali del 2008, è stata eletta deputata al Congresso dei Deputati per Madrid, nella IX Legislatura (2008-2011) e nella X Legislatura (2011-2014) dove ha fatto parte della Commissione Affari Esteri.

## Vita privata
Divorziata da un consulente aziendale di San Francisco, Francisco Mañero, con cui ha avuto una figlia, Nathalie, si è risposata con un architetto di Alicante, Javier de Udaeta. Dal matrimonio è nato un figlio, Javier.